# Listă de noțiuni juridice
- Abandon familial
- Abrogare
- Abstenționism
- Acta capituli
- Acțiunea civilă (instituție de drept procesual penal)
- Apel (Justiție)
- Approbatae Constitutiones
- Au pair
- Intervenția voluntară
- Profesie reglementată
- Recurs în anulare